# Côte Sauvage (Amérique du Sud)
Pour les articles homonymes, voir Côte Sauvage.

Carte hydrographique et topologique des Guyanes et des États voisins

La Côte Sauvage (en néerlandais : Wilde kust ; en anglais : Wild Coast) désigna pendant longtemps le littoral situé de façon approximative entre le delta de l'Orénoque et celui de l'Amazone. Les premiers Européens à s'établir dans la région sont les Néerlandais dès les années 1570 et 1580. Aujourd'hui, ces côtes chevauchent le Brésil, la Guyane française, le Suriname, le Guyana, le Venezuela. 
Elle regroupait jusqu'au début du XIXe siècle plusieurs colonies européennes occupées aujourd'hui par la Guyane française (Cayenne est néerlandaise de 1656 à 1664), le Suriname (Paramaribo est anglaise de 1650 à 1667) et le Guyana (où les Néerlandais cèdent aux Britanniques leurs colonies de Berbice, Pomeroon (fondée par les Néerlandais en 1657 et détruite par les Anglais en 1665), Démérara et Essequibo).

### Sources et bibliographie
- (en) Histoire détaillée de l'immigration sur la côte sauvage
- (en) Cornelis Ch.  Goslinga, The Dutch in the Caribbean and on the Wild Coast, 1580-1680. Anjerpublikaties, Assen/Maastricht/Dover/Gorcum, 1971, 712 p.